# Balleneros vascos
La mayor actividad de los balleneros vascos se dio en los siglos XIV y XV. Esta práctica tuvo lugar en un principio en las costas del mar Cantábrico, y la especie que se cazaba era la ballena franca. La caza intensiva en las costas hizo que los vascos perfeccionasen sus sistemas de caza hasta lograr llegar primero al mar del Norte y progresivamente a Islandia y más tarde a las costas de Labrador y Terranova (Canadá). Además de ballenas también buscaban comerciar con pieles y, sobre todo, pescar bacalao. Todo este comercio y relación con los pobladores locales tuvo como consecuencia la aparición de sendas lenguas criollas o pidgin: el vasco-islandés en Islandia y el algonquino-vasco en Terranova y Labrador. A raíz del inicio de esta actividad 
por parte de las flotas neerlandesas, británicas y alemanas, la ballena franca comenzó a desaparecer del golfo de Vizcaya.

## La caza de la ballena
La caza de la ballena franca tenía la ventaja de que una vez muerta, esta no se hundía, como ocurría con otras especies. Esto supuso que se utilizasen principalmente dos técnicas para cazarlas. 

### Caza en el Cantábrico
La caza se realizaba en las costas del Cantábrico, para lo cual se disponía de atalayas en las que un vigía observaba el paso de las ballenas. En el momento adecuado daba un aviso al puerto de tal forma que los arrantzales (pescadores) se subían a sus txalupas (botes), tras lo cual se iniciaba una carrera por arponear primero a la ballena, ya que el primero obtenía ciertos privilegios en la venta del animal, derivándose de ello disputas entre los distintos pueblos costeros.
La temporada de caza tenía lugar tras la vuelta de sus cuarteles de alimentación en el mar del Norte en otoño, entre octubre y mayo. Sobre todo estaban presentes desde noviembre a marzo, que eran los meses que duraban los contratos de las compañías para la caza de ballenas (Ciriquiaín, 1961; Castañón, 1964). En las tres primeras décadas del siglo XVII, se pagaron al monasterio de Santa María de Caión (La Coruña) los diezmos correspondientes a las ballenas capturadas (Canoura, 2002) y su distribución temporal muestra una presencia constante y no un simple tránsito de ejemplares a otras latitudes. Las ballenas entraban en los meses de octubre a noviembre hacia los puntos más interiores del golfo de Vizcaya, más tarde entre diciembre y enero se desplazaban hacia alta mar y hacia el oeste, hasta llegar a las costas de Galicia en los meses de abril a mayo. En un principio, los balleneros vascos esperaban a que apareciesen ante sus puertos, pero posteriormente y ante la progresiva escasez de ballenas fueron persiguiéndolas por toda la costa cantábrica mediante una navegación de cabotaje, perfeccionando así sus técnicas. 
Años después, lo aprendido en costas cercanas lo emplearon para llegar a Islandia y Terranova en busca de bacalao y las otrora abundantes ballenas.

#### Motivos para la estancia en aguas cantábricas
Ya que la mayor parte de los ballenatos de menor tamaño de esta especie son capturados en el primer bimestre del año (Canoura, 2002), la presencia de ballenas francas en las aguas del Cantábrico se correspondería con la época de partos y periodo inmediatamente posterior. Esto permite suponer que es probable que los partos tuvieran lugar en las proximidades y no que fuesen ejemplares de paso hacia latitudes más meridionales.
Cabría suponer que los partos pudiesen tener lugar en las resguardadas rías gallegas, teniendo en cuenta que el padre Martín Sarmiento aseguraba en el siglo XVIII que penetraban en la ría de Pontevedra.

..."en época fija, pero que por no haber arponeros ni disposición para esta pesca, nadie las ofendía y dejaban correr pacíficamente en aquellas aguas" (Canoura, 2002)

Si las rías fuesen lugar de concentración de ballenas, los balleneros vascos se hubiesen establecido allí, en lugar de haberlo hecho en la Costa de la Muerte, o en la de Lugo, que presentan una línea costera mucho más expuesta. En contra de esta hipótesis parece situarse la opinión del licenciado Molina, que en 1550 decía que en Caión y Malpica hay muchas ballenas. 

..."porque estos puertos son muy bravos a la continua y comúnmente las ballenas acuden donde las ondas y la mar andan siempre muy alta. Y así aquí, en ciertos tiempos del año, como que es en los meses de diciembre, enero y febrero, que es la mayor sazón, ay grande matanza de ellas" (Canoura, 2002).

Por lo que se deduce que no necesitaban abrigos especiales para parir, y todo el mar Cantábrico sería lugar adecuado para los partos, preferiblemente las zonas costeras, dada la estrechez de la plataforma continental, lo que las haría más fácilmente detectables desde la costa.

### Número de ballenas capturadas

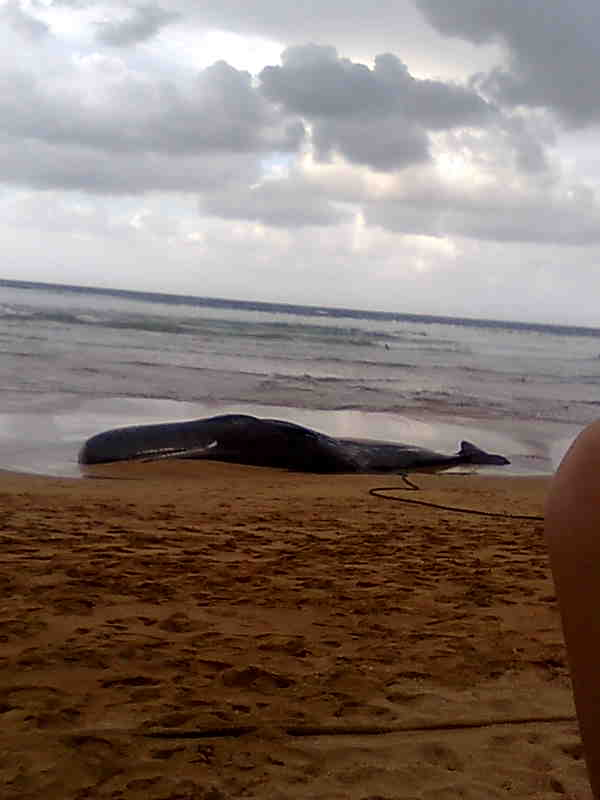
Cachalote varado en la playa de Zarauz el 26 de agosto de 2011

La actividad ballenera tradicional fue desapareciendo con las ballenas a lo largo del siglo XVIII. Es más difícil si cabe conocer el cese de la actividad en los puertos vascos, ya que se continuó cazando ballenas en Terranova, y en Vizcaya y Guipúzcoa se arponearon ocasionalmente ballenas a lo largo del siglo XIX.
- Entre 1517 y 1662 los pescadores de Lequeitio cazaron 45 ballenas, de las cuales 7 eran crías.
- Entre 1637 y 1801 los pescadores de Orio cazaron 55 ballenas.
- Entre 1728 y 1789 pescadores de Guetaria cazaron 12 ballenas, y los años anteriores una media de 4 a 10 por año.
- El 14 de mayo de 1901 se caza la última ballena franca en Orio, aunque se mató con dinamita, ya que no quedaban vestigios de la técnica tradicional, en honor a lo cual se compuso una canción.

| (Canción) Mila bederatzieun da lenengo urtean Maiatzaren amalau garren egunian Orioko erriko barraren aurrian. Balia agertu zan beatzik aldian. Aundia ba zan ere azkar ibilian. Bueltaka an zebilen jun da etorrian. Ondarra arrotuaz murgil igarian. Zorriak zeuzkan eta aiek bota nahian. Ikusi zutenian ala zebilela beriala jun ziran treñeruen bila. Arpoi ta dinamitak eta soka bila. Aguro ekartzeko etzan jende hila Bost treñero juan ziran patroi banarekin. Mutil bizko bikain guztiz onarekin. Manuel Olaizola eta Loidirekin. Uranga, Atxaga ta Manterolarekin. Baliak egindako salto ta marruak ziran izugarri ta ikaratzekuak atzera egin gabe ango arriskuak arpoiakin il zuten an ziran angoak. Bost txalupa jiran da erdian balia gizonek egin zuten bain naiko pelia. Ikusi zutenian il edo itoa legorretikan ba zan biba ta txaloa. Amabi metro luze gerria amar lodi Buztan pala lau zabal albuetan para bi. Ezpañetan bizarrak beste ilera bi orraziak bezala ain zeuzkan ederki. Gorputzez zan mila ta berreun arrua. Beste berreun mingain ta tripa barruak. Gutxi janez etzegon batere galdua. Tiñako sei pezetan izan zan saldua. Gertatua jarri det egiaren alde. Au orrela ez ba da jendiari galde. Biotzez pozturikan atsegintsu gaude. Gora oriotarrak esan bildur gabe. | (Traducción - Causa de la muerte) En el año de mil novecientos uno día catorce de mayo delante de la barra de Orio apareció, a eso de las nueve, una ballena. Si bien era grande, se movía ágilmente. Ahí andaba a vueltas yendo y viniendo removiendo la arena al sumergirse, pues tenía piojos y trataba de deshacerse de ellos. Enseguida que vieron que así andaba, fueron en busca de las traineras, de arpón, dinamita y sogas. Para traerlo rápido no era gente adormecida. Fueron cinco traineras cada una con su patrón. Con hombres adiestrados y fornidos. Con Manuel Olaizola y Loidi, con Uranga, con Atxaga y con Manterola. Los saltos y gritos que daba la ballena eran inmensos y terribles. Sin que les amedrentaran aquellos riesgos, la mataron con el arpón los que allí estaban. Rodeando a la ballena cinco chalupas. Dura pelea la que libraron aquellos hombres. Cuando la vieron muerta o ahogada, se oyeron desde tierra vivas y aplausos. De largo doce metros, la cintura, diez de grueso. La pala de la cola cuatro de ancho, a los lados dos palas. En los labios, las barbas tenía en dos hileras; tan bien ordenadas como un peine. Mil doscientas arrobas tenía el cuerpo. Otras doscientas la lengua y el contenido de las tripas, por falta de comer no estaba perdida A seis pesetas por barril fue vendida. He contado lo que ocurrió en favor de la verdad. Preguntad a la gente si no fue así. Estamos satisfechos de corazón. Decid sin miedo vivan los oriotarras. |

### Caza en Canadá
La segunda técnica se utilizaba en la caza en alta mar (tanto en el mar Cantábrico como en las expediciones a Terranova). Esta técnica se hizo necesaria debido a la paulatina extinción de la ballena en las costas cantábricas, lo que provocó la necesidad de adentrarse en el mar. Para esta caza en alta mar se formaba una expedición financiada por cofradías, ayuntamientos o adinerados; y todos ellos con un objetivo común: poder comercializar los productos que se extraían de la ballena.

## Aprovechamiento de la ballena
La caza de una ballena causaba una gran rivalidad entre los diferentes puertos pesqueros, ya que los productos extraídos de la misma daban jugosas ganancias.
La principal fuente de ganancia estaba en la grasa del animal, posteriormente convertida en aceite a la que se denominaba saín. Se utilizaba en el alumbrado y ardía sin desprender humo ni dar olor, y las barbas, que constituían uno de los escasos materiales flexibles de la época. La carne apenas se consumía en España, pero se salaba y se vendía a los franceses. Los huesos servían como material de construcción, adorno y para la elaboración de muebles. El escaso uso de los productos perecederos (carne de la ballena) se debe a que la venta en el interior de España era muy dificultosa, ya que hasta 1750 no hubo caminos carreteros que comunicasen la costa con la Meseta. Aparte de que cuando se construyeron, el transporte se hacía a lomos de mulas o carros, cogiendo nieve por el camino en invierno. Por lo que era muy poco práctica su venta. 
Todo el comercio y la elaboración de productos daba un gran impulso a la economía vasca; sobre todo a aquellos pueblos que se encontraban en las rutas de comercialización de esta materia.

## Al otro lado del Atlántico
La presencia de los balleneros vascos al otro lado del Atlántico fue especialmente patente en Red Bay, Labrador, desde donde se fletaban al menos 15 barcos por temporada destinados a la caza de las ballenas que se encontraban migrando entre las costa del Labrador y de Terranova. 
Si bien al principio se pensaba que los pescadores vascos tan solo pescaban bacalao en esas costas, las investigaciones llevadas a cabo por Selma Huxley sacaron a la luz la existencia de toda una industria ballenera asentada ya en el siglo XVI en Canadá. Sus investigaciones, primero documentales y luego arqueológicas junto a James Tuck y al arqueólogo subacuático Robert Grenier, posibilitaron el hallazgo de numerosos restos de balleneros vascos en Terranova. Entre ellos, el mejor documentado es probablemente el de la nao ‘’San Juan’’ (1565), que está siendo reconstruida a partir de estas investigaciones en el proyecto Albaola en Pasajes. Este descubrimiento posibilitó un trabajo arqueológico sin precedentes hasta el momento, sacando y registrando una a una todas las piezas de la estructura del barco, la carga y los objetos que pertenecieron a los marineros, además de una chalupa ballenera que se hundió junto con la nao.
Esta presencia supuso una gran influencia de los vascos sobre el territorio, la cual se mantiene hasta la actualidad, ya que muchos de los nombres de las ciudades, calles, personas, etc. son en euskera. Otro ejemplo de esta influencia la podemos ver en la inclusión de la ikurriña en el escudo de San Pedro y Miquelón.
Además, en Red Bay podemos encontrar el Museo de los balleneros vascos, en el cual se expone la chalupa casi íntegramente conservada, puesto que estuvo atrapada en una nao vasca que naufragó en las costas del Labrador.

## Historias y leyendas sobre los balleneros
Son numerosas las historias que rodean la figura de los balleneros vascos. Una de las más importantes es la que habla sobre la posibilidad de que llegasen al continente americano en el año 1375 (exactamente a Terranova) mucho antes de que lo hiciera Colón en 1492. Algunos investigadores también sostienen que al menos una veintena de hombres partieron del golfo de Vizcaya y Bayona en 1412 y arribaron al territorio de Terranova.[cita requerida] Esto no ha podido ser demostrado arqueológicamente, pero estas hipótesis se alimentan de que fueron los vikingos los que introdujeron en el País Vasco la técnica de construcción naval que utilizaron los balleneros vascos y que se diferenciaba de forma clara de la usada típicamente en el Cantábrico.[cita requerida] Este hecho, junto a la suposición de que fueron los vikingos los primeros europeos en llegar a América, hace crecer la leyenda de que antes de Colón, los vascos ya habían realizado expediciones a dicho continente.
Otra leyenda asociada a los balleneros vascos, pero que tampoco se ha podido demostrar, cuenta que es posible que la desaparición de las últimas colonias vikingas en Groenlandia sobre el siglo XV se debiera a posibles ataques de balleneros-piratas vascos.[cita requerida]
Por otro lado, existen otras muchas historias demostradas[cita requerida], tal como la que cuenta que, hacia el siglo XV, unos exploradores franceses que se encontraban en Terranova se toparon con unos indígenas que les saludaban con la fórmula «apaizak hobeto!». No fue hasta un tiempo más tarde cuando un marinero vasco descubrió que era euskera, y reveló que existía la costumbre entre los marineros vascos de responder a la pregunta «zer moduz?» («¿qué tal?») con la frase «apaizak hobeto!» («¡los curas mejor!»).[cita requerida]

## La matanza de los españoles
La matanza de los españoles (en islandés, Spánverjavígin) de 1615 fue un asesinato colectivo ocurrido en Islandia en el siglo XVII. Ese año, un grupo de balleneros vascos que habían viajado a Islandia a la caza de cetáceos, se vio obligado a pasar el invierno en esa isla cuando un vendaval destrozó sus buques. La hostilidad hacia los extranjeros causó numerosos conflictos con la población local de la región de Vestfiroir, que terminaron con el asesinato colectivo de todos los que no pudieron huir a tiempo. Un crimen instigado por las autoridades locales que provocó la brutal muerte de 32 hombres.

## Balleneros vascos en la actualidad
La desaparición de la ballena «de los vascos» de las costas cantábricas se tradujo en la desaparición de los balleneros vascos hacia los siglos XVI y XVII. En 2006, la asociación Albaola Elkartea realizó la expedición «Apaizac Obeto, Canadá 2006», en la cual fue recreada una chalupa ballenera y se recorrieron las rutas de los balleneros vascos, utilizando la indumentaria y alimentación de la época.

## Otros datos
De estas andanzas nos han quedado los esqueletos completos de tres ballenas francas:
- Museo de la Sociedad Oceanográfica de Guipúzcoa (cazada entre Zarauz y Guetaria).
- Museo Zoológico de Copenhague (cazada en Zarauz).
- Museo Zoológico de Nápoles (cazada en Guetaria).

Algunos de los pueblos que tienen en sus escudos ballenas representadas, fruto de su caza en el Cantábrico, son: 
- En Labort (costa vascofrancesa): Guéthary, Biriatou, Hendaya, Bidart[cita requerida] y Biarritz.
- En Guipúzcoa: Fuenterrabía, Motrico, Guetaria, San Sebastián,[cita requerida] y Zarauz.
- En Vizcaya: Bermeo, Lequeitio, Plencia[cita requerida] y Ondárroa.
- En Cantabria: Castro-Urdiales.

### La sidra vasca
Es de destacar la relación de los pescadores y marinos vascos con la sidra, ya que los pescadores vascos que iban a Groenlandia y Terranova a la pesca del bacalao y la caza de la ballena, llevaban cantidad de barricas de sidra en las bodegas de sus barcos. Este hecho explica la ausencia de escorbuto entre los marineros vasco-cantábricos, al contrario de lo que sucedía entre los nórdicos, que se abastecían de cerveza. Esta práctica fue decayendo paulatinamente junto con la caza de la ballena.
Durante los siglos XVI-XVII, las factorías balleneras vascas repartidas por las costas de Terranova, Labrador y el golfo de San Lorenzo llegaron a reunir hasta nueve mil personas en algunas temporadas y constituyeron la primera industria en la historia de América del Norte. Incluso se formó una sociedad amistosa con los nativos micmac y beothuk, que trabajaban para los vascos a cambio de pan y sidra.
Está documentado que los vascos la llevaron a toda la península ibérica, incluso hasta Andalucía, Flandes, Groenlandia y Terranova, y cuando se estableció la Real Compañía Guipuzcoana de Caracas, a Venezuela, entre otros destinos.